# Caixa

Uma caixa de madeira com tampa articulada

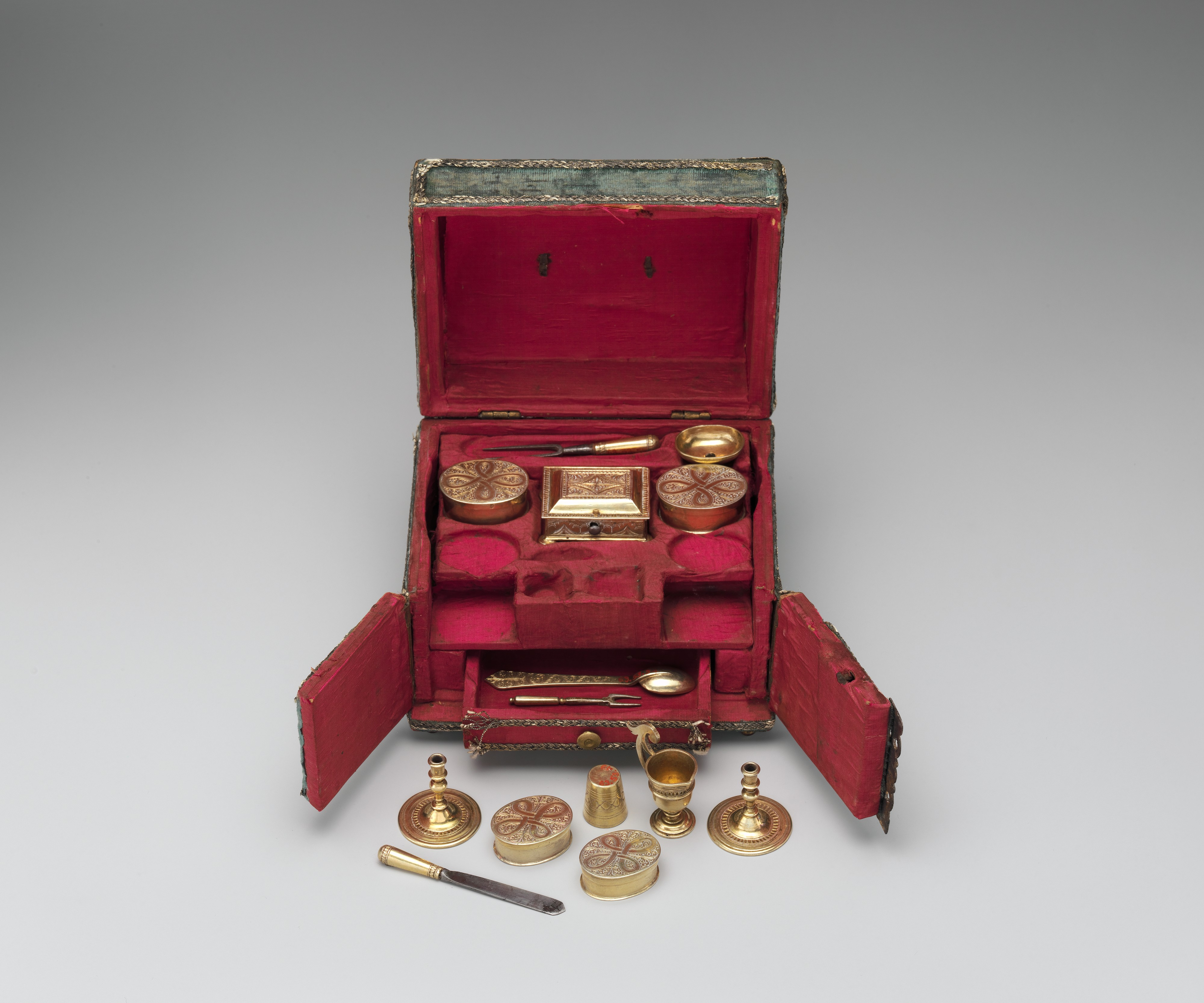
Uma caixa elaborada do final do século XVII ao início do século XVIII (Museu Metropolitano de Arte, Nova Iorque)

Uma caixa é um recipiente usado para o armazenamento ou transporte de seu conteúdo. A maioria das caixas tem lados planos, paralelos e retangulares. As caixas podem ser muito pequenas (como uma caixa de fósforos) ou muito grandes (como uma caixa de transporte para móveis), e podem ser usadas para uma variedade de propósitos, desde funcionais a decorativos.
As caixas podem ser feitas de diversos materiais, tanto duráveis, como madeira e metal; e não duráveis, como papelão. Caixas de metal corrugado são comumente usadas como contêineres de transporte.
Mais comumente, as caixas têm lados planos, paralelos e retangulares, tornando-as prismas retangulares; mas as caixas também podem ter outras formas. Prismas retangulares são muitas vezes referidos coloquialmente como "caixas".
As caixas podem ser fechadas e lacradas com abas, portas ou tampa separada. Eles podem ser fechados com adesivos, fitas ou mecanismos mais decorativos ou funcionais, como uma trava, fecho ou trava.